# Wojewódzki Specjalistyczny Szpital im. dr. Władysława Biegańskiego w Łodzi
Wojewódzki Specjalistyczny Szpital im. dr. Władysława Biegańskiego (dawn. Miejski Szpital Zakaźny) – powstały w 1914 r. szpital, którego głównym profilem działalności jest leczenie pacjentów z chorobami zakaźnymi.

## Historia
Budowę szpitala rozpoczęto w 1911 r. z inicjatywy lekarza Edmunda Krakowskiego, późniejszego dyrektora i głównego lekarza szpitala (1914–1929), dzięki funduszom Fundacji Konstadtów, należącej do Miny i Hermana Konstadtów. Początkowo miał on pełnić funkcję szpitala dla żydowskich dzieci. Pomimo że w 1914 r. szpital był zrealizowany zaledwie w 2/3, to uruchomiono go po uzyskaniu zgody Łódzkiego Żydowskiego Towarzystwa Dobroczynności. W lipcu 1915 r. znajdowało się w nim miejsce dla 200 chorych na dur brzuszny oraz oddział dla 100 chorych na gruźlicę. Początkowo obiekt nosił nazwę Miejskiego Szpitala Zakaźnego. W latach 1918–1939 w obiekcie znajdowało się 360 łóżek i był dzierżawiony przez miasto. W trakcie II wojny światowej obiekt został przejęty przez władze niemieckie. Do pacjentów szpitala należeli m.in. więźniowie więzienia Radogoszcz. Szpital składał się wówczas z 10 baraków ogrzewanych piecami. W 1945 r. szpital przemianowano na Miejski Szpital nr 9. Był on znacznie zdewastowany po wojnie, a pacjenci szpitala leżeli w salach 16-17 łóżkowych. W latach 1949–1951 szpital został upaństwowiony i zmienił nazwę na Szpital Nr 9 na Radogoszczu, a następnie na Szpital miejski Nr 9 przy ul. Kniaziewicza. W 1953 r. obiekt uzyskał obecnego patrona – Władysława Biegańskiego – w wyniku uchwały Rady Narodowej Miasta Łodzi. W 1951 r. szpital rozbudowano, dobudowując nowe pawilony, w tym związany z leczeniem duru plamistego oraz obserwacyjny. W latach 1960–1962 oddano do użytku dwa kolejne pawilony na potrzeby oddziałów zakaźnych oraz zlikwidowano baraki, ponadto zrealizowano oddział chirurgiczny oraz przyszpitalną poradnię chirurgiczną powstałą na potrzeby dzielnicy Bałuty. W marcu 1962 r. powstał zakład anatomii patologicznej. Na początku lat 60. XX w. szpital łącznie liczył 880 łóżek. W 1983 r. szpital liczył 711 łóżek, a także 16 oddziałów, blok operacyjny oraz 4 izby przyjęć i punkt krwiodawstwa. W 1984 r. powstał oddział internistyczny liczący 32 łóżka. 1 stycznia 1996 r. szpital podporządkowano województwu łódzkiemu.

## Struktura szpitala
W ramach struktury szpitala funkcjonują oddziały zakaźne dla dzieci i dorosłych, oddział kardiologiczny z pododdziałem intensywnej opieki kardiologicznej,  oraz pracownie: hemodynamiki, implantacji stymulatorów serca, elektrofizjologii, a także oddziały: rehabilitacji kardiologicznej, chorób wewnętrznych i geriatrii, farmakologii klinicznej dermatologii dla dzieci i dorosłych, anestezjologii, intensywnej terapii. Ponadto działają pracownie: endoskopii zabiegowej, diagnostyki molekularnej, rentgenodiagnostyki, USG, a także dział diagnostyki laboratoryjnej, oraz apteka szpitalna,jak również przychodnia specjalistyczna.Powierzchnia kompleksu szpitalnego wynosi 6,8 ha, natomiast 1,9 ha zajmują budynki, których kubatura wynosi około 140 000 m³.